# Airbus Helicopters H215
AS 332 «Супер пума» (фр. Aérospatiale AS.332 Super Puma) — Airbus Helicopters H215 (ранее Eurocopter AS332 Super Puma) — четырёхлопастной двухдвигательный вертолёт среднего размера, разработанный и первоначально производившийся французской аэрокосмической компанией Aérospatiale. Впоследствии его производили компании-преемники Eurocopter и Airbus Helicopters. Super Puma — это обновленная и более объемная версия оригинального Aérospatiale SA 330 Puma.
Разработка Super Puma велась в 1970-х годах на основе успеха SA 330 Puma. Сохранив аналогичную компоновку, фюзеляж был перепроектирован для повышения его устойчивости к повреждениям и ударопрочности, при этом более широко использовались композитные материалы. Кроме того, среди других изменений была установка пары более мощных турбовальных двигателей Turbomeca Makila, а также более обтекаемая носовая часть. С самого начала были разработаны две разные длины фюзеляжа: укороченная и длинная форма. 5 сентября 1977 года предсерийный прототип SA 331 совершил свой первый полет; первая серийная «Супер Пума» совершила свой первый полет примерно год спустя. К 1980 году Super Puma сменил SA 330 Puma в качестве основного многоцелевого вертолёта Aérospatiale.
«Супер Пума» быстро зарекомендовала себя как чрезвычайно успешный вертолёт как для военных, так и для гражданских заказчиков. Французская армия была активным первым заказчиком, использовав этот тип в операциях своих сил быстрого реагирования (Force d’Action Rapide) и регулярно отправляя Super Puma для поддержки зарубежных операций как во Франции так и в Африке, так и на Ближнем Востоке. Индонезия также стала оператором Super Puma: государственное авиационное предприятие Indonesian Aerospace получило лицензию на его производство на местном уровне. В гражданском секторе вертолёт активно используется для логистической поддержки добычи на морских нефтяных вышках и операциях по тушению пожаров с воздуха. С 1990 года находящиеся на военной службе Super Puma продаются под обозначением AS532 Cougar. Для гражданского использования в 2004 году был представлен преемник AS 332 следующего поколения — увеличенный Eurocopter EC225 Super Puma.

## Разработка и производство

### История создания

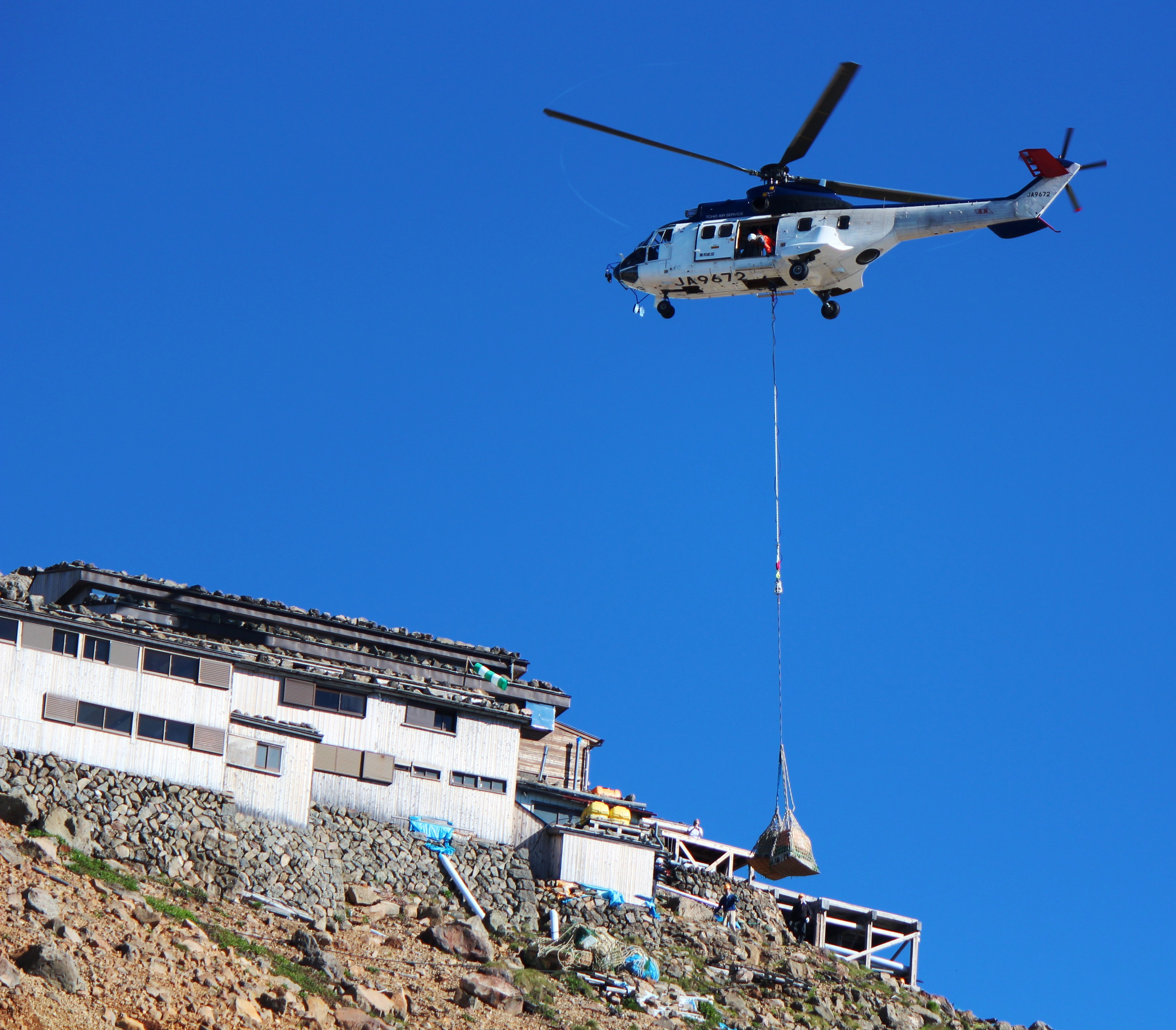
AS332 Super Puma доставляет грузы на внешней подвеске в горный район Японии около вулкана Онтаке

В 1974 году компания Aérospatiale приступила к разработке нового среднего транспортного вертолёта на базе успешного в эксплуатации SA 330 Puma. О существовании проекта было публично объявлено на Парижском авиасалоне 1975 года. Хотя новый вертолёт сохранил общую компоновку, аналогичную предыдущему AS 330, он была оснащена парой турбовальных двигателей Turbomeca Makila, которые были недавно разработаны и были более мощными, чем предыдущий Turbomeca Turmo. Четырёхлопастной несущий винт винтокрылого аппарата был существенно переработан с использованием композитных материалов. Значительное внимание инженеры компании уделили повышению устойчивости новой модели к повреждениям. Таким образом, была разработана более прочная конструкция фюзеляжа вместе с новой ударопрочной ходовой частью. Лопасти несущего винта также способны выдерживать некоторые боевые повреждения, как и некоторые другие общие системы вертолёта.
Внешние особенности, отличающие новый вертолёт от SA 330, включают подфюзеляжный киль под хвостовой балкой и более обтекаемую носовую часть. С самого начала проекта планировалось, что новый вертолёт будет доступен с двумя вариантами длины фюзеляжа: версия с коротким фюзеляжем, которая будет иметь такую же грузоподъемность, что и SA 330, но при этом будет обеспечивать превосходные характеристики в высокогорных условиях и в жарком климате. А также удлиненная версия, которая позволяла бы перевозить большее количество внутреннего груза или пассажиров.
5 сентября 1977 года предсерийный прототип SA 331, модифицированный на основе планера SA 330 с новыми двигателями Makila и новой коробкой передач, совершил свой первый полет. Полноценный вертолёт «Супер Пума» совершил свой первый полет 13 сентября 1978 года, за ним вскоре последовали ещё пять предсерийных прототипов. Летные испытания показали, что по сравнению с SA 330 Puma AS 332 Super Puma обладал более высокой крейсерской скоростью и большей дальностью полета, отчасти благодаря двигателю Makila, обеспечивающему большую выходную мощность и снижение расхода топлива на 17 % на милю. Super Puma также продемонстрировал лучшие характеристики стабилизации в полете и меньше зависел от автоматических бортовых систем. Разработка как военного, так и гражданского варианта велась параллельно, в том числе на этапе сертификации воздушного судна. В 1981 году была поставлена первая гражданская Super Puma.

### Производство и модернизация
К 1980 году AS 332 Super Puma заменил предыдущий SA 330 Puma в качестве основного многоцелевого вертолёта Aérospatiale. Он быстро оказался очень популярным среди покупателей. С июля 1981 г. по апрель 1987 г. в среднем строилось три вертолёта в месяц для операторов как военного, так и гражданского секторов. Успех AS 332 Super Puma привел к реализации дополнительных программ модернизации, в результате которых были созданы более совершенные модели. В их число входило появление таких особенностей, как удлиненные лопасти несущего винта, более мощные двигатели и коробка передач, увеличение взлетной массы и модернизированная авионика. Кроме того, было налажено зарубежное производство. Компания Indonesian Aerospace (IPTN) произвела SA 330 и AS 332 по лицензии Aerospatiale. Вертолёты сборки IPTN производились как для внутренних, так и для некоторых зарубежных заказчиков.
Вслед за базовой моделью универсального транспорта было введено в эксплуатацию множество специализированных вариантов Super Puma, включая специальные версии для поисково-спасательных операций и противолодочной борьбы. С 1990 года «Супер Пумы» военного назначения продаются под названием AS532 Cougar. В качестве запасного варианта программы NHIndustries NH90 на одном этапе также рассматривалась разработка Mark III Super Puma. К 2005 году различные модели Super Puma эксплуатировались многочисленными клиентами в 38 странах для самых разных целей.
В феврале 2012 года Eurocopter объявила, что предлагает более дешёвую базовую конфигурацию Super Puma, которая будет более конкурентоспособной по сравнению с такими вертолётами как российский Ми-171. Компания Starlite Aviation стала первым заказчиком этого нового варианта, получившего обозначение AS 332 C1e. В ноябре 2015 года Airbus Helicopters объявила, что производство вертолётов AS 332 Super Puma, которые на тот момент был переименованы в H215, будет переведено на новый специально построенный завод окончательной сборки в Брашове, Румыния. Этот шаг был направлен на сокращение времени и стоимости производства за счет упрощения производства до единой базовой конфигурации, которая затем будет адаптирована для удовлетворения потребностей как гражданских, так и военных заказчиков.

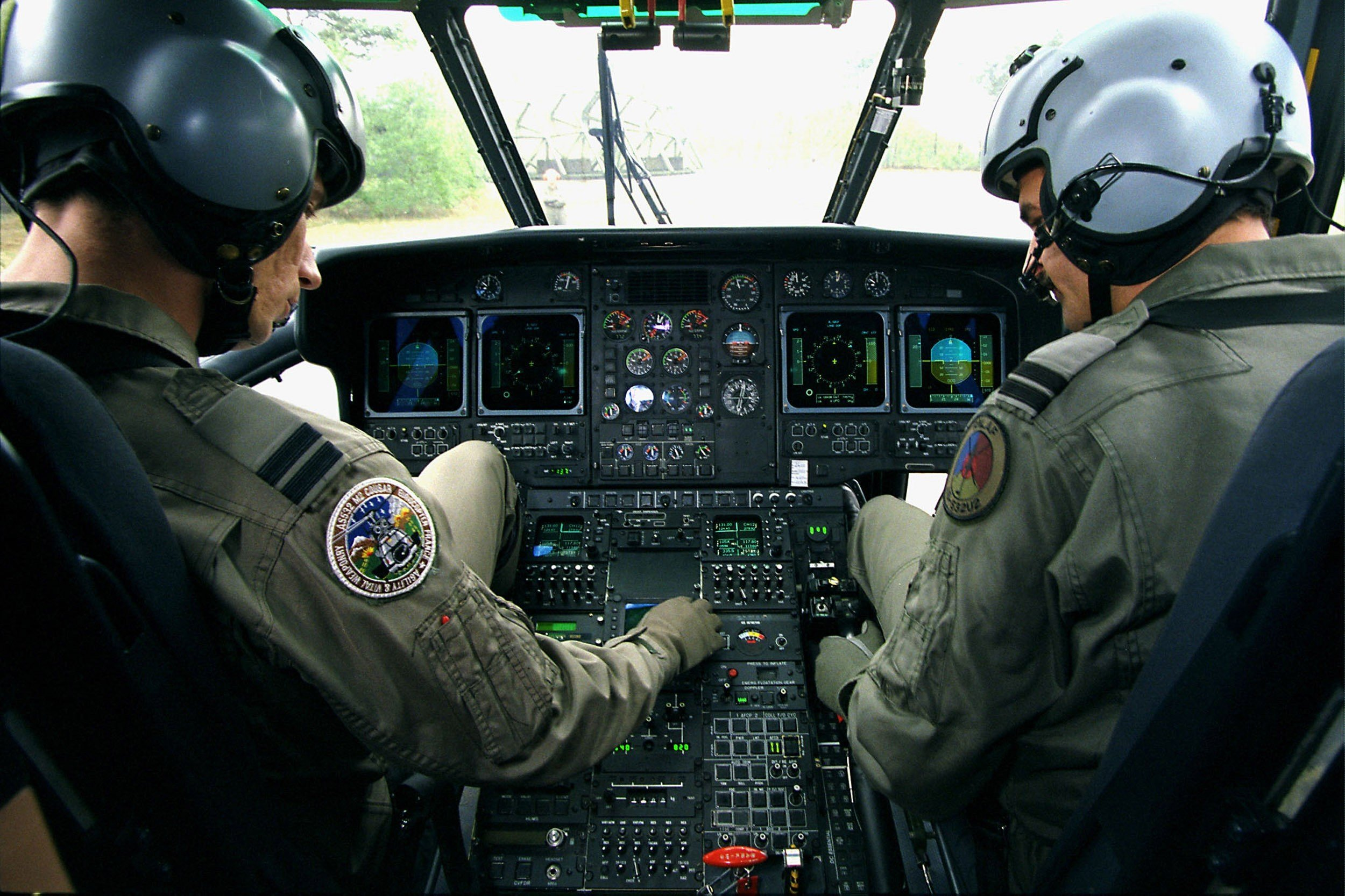
Приборная панель в кабине Eurocopter AS-532 U2 Cougar Королевских ВВС Нидерландов

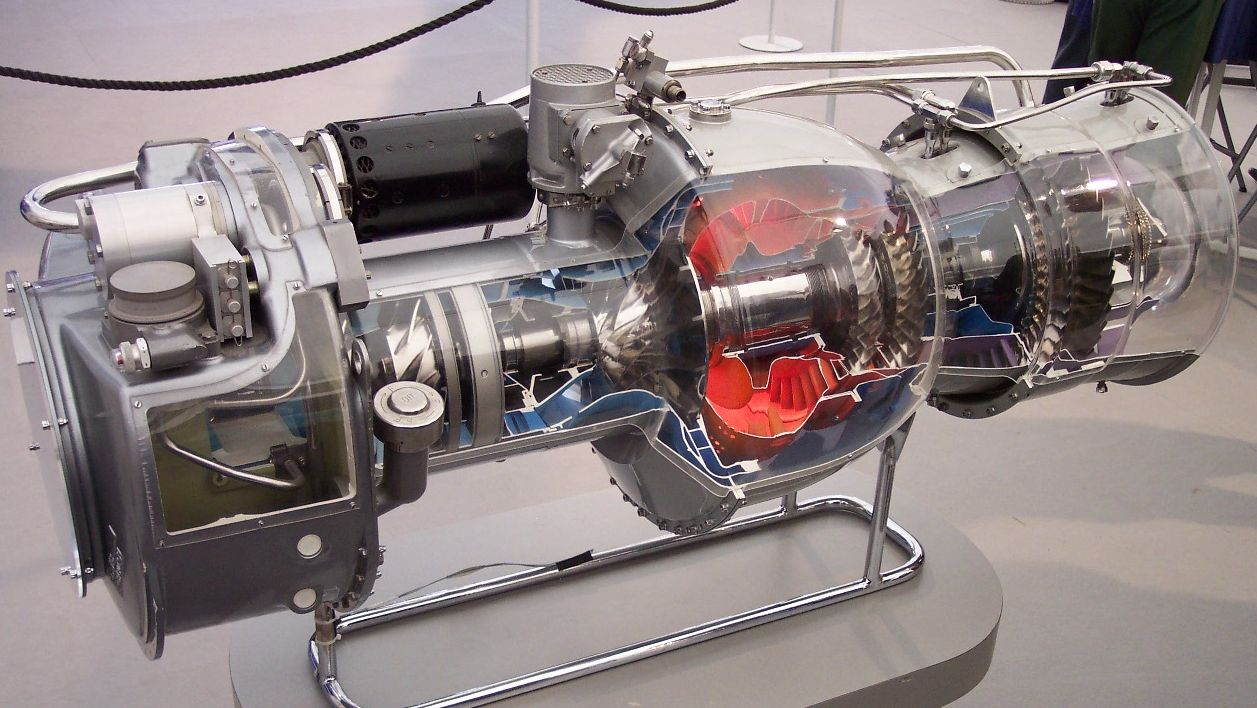
Один из двух двигателей Turbomeca Makila 1A2 (в разрезе), который устанавливается на «Супер Пуму»

## Конструкция
Конструктивно вертолёт Super Puma выполнен по схеме с одним четырёхлопастным несущим и пятилопастным рулевым винтами, с убирающимся в полете колесным шасси и с силовой установкой из двух газотурбинных двигателей. По сравнению с базовой Puma у этого вертолёта изменена носовая часть фюзеляжа для размещения в ней дополнительного радиоэлектронного оборудования, обеспечивающего возможность выполнения полетов в любое время суток и в сложных метеорологических условиях, установлены более мощные и экономичные двигатели, усовершенствованная трансмиссия, новые главный редуктор и шасси, шире использованы композиционные материалы. Так, из композиционных материалов изготовлены лопасти обоих винтов. Фюзеляж вертолёта обладает улучшенной аэродинамикой, а для повышения путевой и продольной устойчивости установлен дополнительный под фюзеляжный киль и увеличена площадь стабилизатора.
Силовая установка вертолёта состоит из двух турбовальных двигателей Turbomeca «Makila» 1A1 с максимальной продолжительной мощностью 1170кВт. Их взлетная мощность составляет 1380кВт. При разработке вертолёта было обращено особое внимание на снижение трудоемкости технического обслуживания и ремонта силовой установки. Для этого предусмотрены откидывающиеся на шарнирах панели обтекателей, сдвигающиеся на направляющих консоли воздухозаборников. Кроме того, сами двигатели имеют модульную комплексную конструкцию. Емкость шести топливных баков топливной системы составляет 1560л. Возможна установка дополнительных внутрифюзеляжных и подвесных топливных баков. В целях безопасности топливные баки имеют ударопрочную конструкцию, а в моторном отсеке установлены системы обнаружения и тушения пожара. Несущая хвостовая балка также оснащена защитой от возможных ударов рулевого винта.
Основная кабина Super Puma, доступ в которую осуществляется через пару раздвижных дверей, имеет реконфигурируемую компоновку пола, позволяющую использовать различные варианты расположения пассажирских сидений или грузов, включая специальные конфигурации для медицинских и эвакуационных целей. В кабине размещаются от 21 до 25 десантников или 16 раненых (12 на носилках и 4 на сиденьях) с сопровождающим санитаром или до 24 пассажиров в обычном варианте и 8—15 пассажиров в варианте с улучшенной комфортностью. Нижняя часть фюзеляжа также может быть оснащена поплавковой системой для придания винтокрылому аппарату дополнительной плавучести. В полу кабины установлен люк, обеспечивающий доступ к консоли грузовой подвески, а также к индивидуальному месту хранения бортового оборудования.
Система управления полетом гидравлическая, дублированная, с сдвоенными гидроусилителями, которые крепятся соответственно к картерам главного и рулевого редукторов. Также имеется дуплексный цифровой автопилот. Кабина оснащена системой двойного управления полетом. Основные приборы состоят из четырёх многофункциональных жидкокристаллических дисплеев, а также двух дисплеев и панелей управления автопилотом. Для резервирования управлением также установлены единая интегрированная дублирующая приборная система и комплекс мониторинга неисправностей. По данным Airbus Helicopters, авионика, установленная на более поздних вариантах вертолёта, обеспечила высокий уровень эксплуатационной безопасности полета. Электронное оборудование включает новый автопилот SFIM 155. В поисково-спасательном варианте устанавливается РЛС Bendix RDR 1400.
В конфигурации морского вертолёта Super Puma модифицируется дополнительной защитой от коррозии, складывающейся хвостовой балкой, гидроакустическим оборудованием и носовой поисковой радиолокационной станцией Omera в противолодочном варианте. Для выполнения противокорабельных задач он может быть вооружен парой ракет Exocet.

## История службы

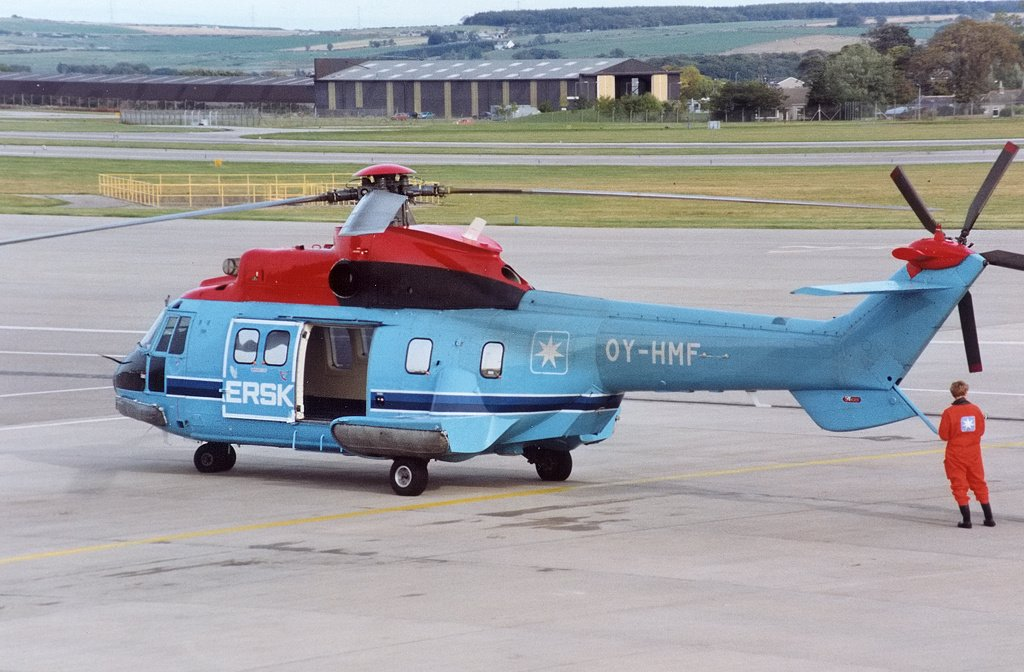
«Супер Пума» авиакомпании Maersk Air в Шотландии в 1994 году

В августе 1983 года французское правительство в составе вооруженных сил создало новую оперативную группу быстрого реагирования Force d'Action Rapide для поддержки союзников Франции и содействия зарубежным действиям Франции в Африке и на Ближнем Востоке. В состав этого подразделения было приписано до 30 «Супер Пум». В июне 1994 года Франция осуществила военное вмешательство для прекращения продолжающегося геноцида в Руанде, направив войска в соседний Заир. На «Супер Пумы» легла основная задача по перевозке французских войск и техники во время их наступления в Руанду.
В 1980-х годах французская армия проявила интерес в установке на Super Puma бортовой РЛС для наблюдения за полем боя. Первый прототип радар Orchidée был собран на заводе Aérospatiale в Мариньяне и начал цикл испытаний в конце 1988 года. Французская армия намеревалась закупить 20 «Супер Пум» для формирования из них двух эскадрилий. Orchidée был импульсно-доплеровским радаром, устанавливаемым в нижней части фюзеляжа и способным осуществлять сканирование на 360° для обнаружения низколетящих вертолётов и наземных транспортных средств противника на расстоянии до 150 км. Собранные данные должны были передаваться в режиме реального времени на мобильные наземные станции по одноканальному каналу передачи данных для обработки и анализа перед передачей наземным частям. Утверждалось, что система способна работать в любую погоду и должна была противодействовать вражеским средствам электронного противодействия.Однако разработка была прервана в середине 1990 года из-за сокращения расходов на оборону после окончания холодной войны.
Индонезия была ключевым покупателем Super Puma. Государственный авиационный концерн PT Dirgantara Indonesia (PT DI) получил лицензию на производство этого типа вертолёта. В 1989 году ВВС Индонезии разместили заказ на 16 «Супер Пум» в качестве замены стареющего парка многоцелевых вертолётов Sikorsky S-58T, но на фоне продолжающейся нехватки финансирования к 2008 году было поставлено только семь единиц, эксплуатация которых, как сообщается, была затруднена из-за отсутствия комплектующих. Правительство Индонезии также заказало 16 «Супер Пум» для перевозки VIP-персон, семь из которых были поставлены к 2008 году.
Ключевым экспортным покупателем была Швейцария, которая первоначально закупила 15 вертолётов в версии AS 332M1 Super Puma, имеющих местное обозначение TH89, для ВВС Швейцарии. Впоследствии были закуплены 11 единиц AS 532UL Cougar, получившие обозначение TH98, а в 2006 году была запущена программа TH06 по модернизации более раннего парка «Супер Пум» с установкой более совершенной авионики, производимой швейцарской компанией RUAG. Швейцарские ВВС обычно используют этот вертолёт для наблюдения, обнаружения целей, а также разведывательных и поисково-спасательных операций. Швейцарские «Супер Пумы» время от времени использовались за пределами страны, обычно для участия в гуманитарных миссиях, например, в Греции, где эти вертолёты участвовали в тушении лесных пожаров с воздуха в августе 2021 года.
В 1988 году Швеция договорилась о закупке парка из 12 «Супер Пум». В основном они эксплуатировались внутри страны, хотя некоторые из них время от времени направлялись за границу, например, для участия в миссиях по медицинской эвакуации военнослужащих коалиционных сил, участвующих в войне в Афганистане. В октябре 2015 года ВВС Швеции сняли с вооружения свою последнюю «Супер Пуму», заменив её более новыми многоцелевыми вертолётами, такими как NHIndustries NH90 и Sikorsky UH-60M Black Hawk. Шесть из этих списанных вертолётов были отремонтированы и проданы для дальнейшей службы другим операторам.
В 1990 году Нигерия заключила сделку с Aerospatiale об обмене нескольких своих SA.330 Puma на более крупные «Супер Пумы». В ноябре 2009 года ещё пять бывших в употреблении Super Puma были приобретены во Франции для операций по поддержанию мира и миссиям в дельте Нигера. В 2015 году сообщалось, что несколько «Супер Пум» были закуплены ВВС Нигерии для операций по борьбе с террористической группировкой «Боко Харам».

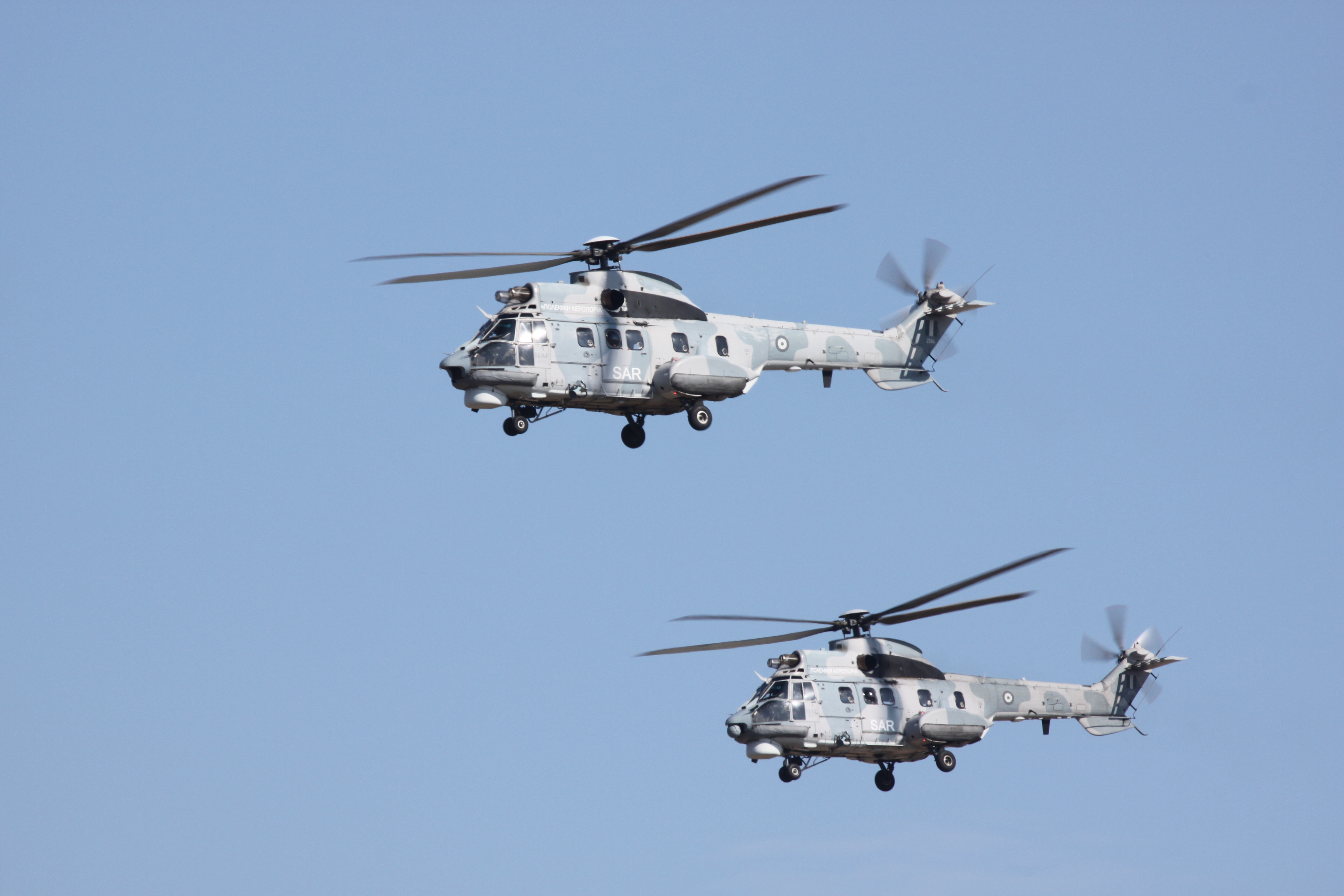
Две «Супер Пумы» ВВС Греции

В конце 1990-х годов ВВС Греции обратились к Eurocopter с просьбой о приобретении более современных и эффективных поисково-спасательных вертолётов для замены устаревшего парка вертолётов Agusta Bell AB-205, которые использовались с 1975 года. Всепогодный, дневной и ночной вертолёт дальнего действия для поисково-спасательных операций появился в после инцидента в Имиа/Кардаке в 1996 году и вследствие растущей напряженности между Грецией и Турцией из-за территориальных водных споров в Эгейском море. Правительство Греции подписало сделку с Eurocopter на покупку первых четырёх AS-332 C1 Super Puma в 1998 году. ВВС приобрели ещё два вертолёта Super Puma для операций по воздушной поддержки Олимпийских игр 2004 года в Афинах. В период 2007—2011 годов было закуплено ещё шесть вертолётов. Все «Супер Пумы» греческих военно-воздушных сил представлены в версии C1, особенности которой заключаются в наличии навигационной системы NADIR 1000, инфракрасной камеры переднего обзора, поискового радара RBR1500B, противообледенительной системы двигателя, гидравлических и электрических подъемников, прожектора SPECTROLAB SX-16, дефлекторов выхлопных газов двигателя, громкоговорителя Bertin и конфигурации кабины с шестью носилками для миссий медицинской эвакуации.
ВВС Испании также использовали «Супер Пумы» для различных целей. Они участвовали в войне в Афганистане в период с 2005 по 2011 год, в какой-то момент являясь единственным вертолётом, обеспечивающим боевое прикрытие поисково-спасательных операций и миссий по медицинским эвакуациям в западных регионах Афганистана. Последний из этих вертолётов был выведен с территории страны в ноябре 2013 года. Этот вертолёт также участвовал в операциях по тушению пожаров внутри страны. В 2010-х годах Испания решила заменить свои «Супер Пумы» на более новые NH90, поставка первого из которых ВВС Испании состоялась в 2020 году.
VH-34 — это обозначение ВВС Бразилии вертолёта, используемого для перевозки президента Бразилии. В качестве основных президентских бортов использовалась пара модифицированных «Супер Пум», рассчитанных на перевозку до 15 пассажиров и трех членов экипажа. Модель VH-34 постепенно дополнялась и позже была заменена моделью VH-36, являющейся более поздней версией базового EC725.
«Супер Пумы» также зачастую использовались различными высшими должностными лицами государств во время официальных визитов. Различные президенты Франции, такие как Франсуа Миттеран, использовали военные «Супер Пумы» в качестве официального транспорта во время дипломатических миссий. В 2008 году премьер-министр Великобритании Гордон Браун летал на Super Puma во время турне по Ираку.
«Супер Пума» хорошо подходит для осуществления морских операций по логистической поддержке нефтедобычи в Северном море, где этот вертолёт используется для перевозки персонала и оборудования на нефтяные платформы и обратно. Одним из крупнейших гражданских операторов «Супер Пум» является авиакомпания Bristow Helicopters, парк которой в 2005 году насчитывал не менее 30 вертолётов этой модели. Канадский транспортный оператор CHC Helicopter имел в 2014 году парк из 56 вертолётов Super Puma, делало его крупнейшим эксплуатантом вертолётов данного типа. В 1990-е годы Иран закупил как минимум семь «Супер Пум» индонезийского производства для выполнения миссий по разведке нефти в Персидском Заливе. «Супер Пумы» также эксплуатируются Petrobras, крупнейшей энергетической компанией Бразилии, для логистической поддержки, и перевозке оборудования для добычи нефти на большие расстояния. Крупнейший оператор гражданских вертолётов в Китае CITIC Offshore Helicopter также управляет значительным парком вертолётов Super Puma.

## Боевое применение

### Война в Персидском заливе
ВВС Кувейта потеряли все четыре вертолёта Super Puma, находившиеся на вооружении во время вторжения Ирака в Кувейт. Один вертолёт ВВС Саудовской Аравии потерпел крушение во время операции «Щит пустыни».

### Война в Афганистане
25 сентября 2007 года, во время войны в Афганистане, вертолёт AS332F «Super Puma» испанского контингента международных сил содействия безопасности (англ. International Security Assistance Force, ISAF) потерпел крушение во время миссии по эвакуации раненых афганских полицейских в провинции Бадгис.
3 августа 2012 года в Афганистане в провинции Герат потерпел крушение вертолёт ВВС Испании AS.332 Super Puma.

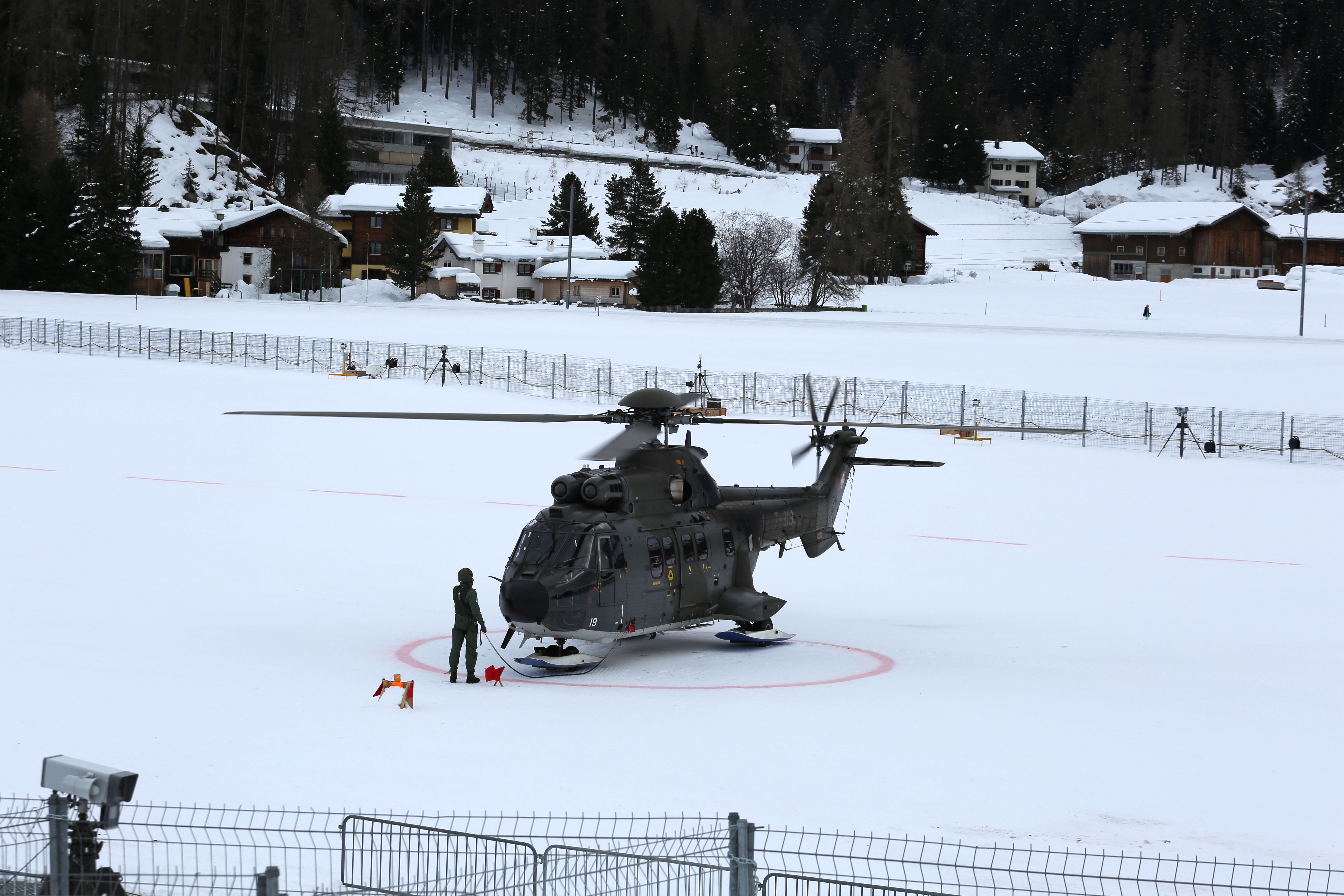
AS.332 Super Puma ВВС Швейцарии обеспечивает безопасность Всемирного экономического форума в Давосе в 2024 году.

## Варианты
- SA 331 — Первоначальный прототип на базе планера SA.330 Puma. Совершил первый полет 5 сентября 1977 года[4].
- AS 332A — Предсерийная коммерческая версия.
- AS 332B — Военная версия
- AS 332C — Серийная гражданская версия[6].
- AS 332C1 — Поисково-спасательный вариант. Оснащен поисковым радаром и шестью местами для раненых[6].
- AS 332F — Противолодочная и противокорабельная военно-морская версия «Супер Пумы».
- AS 332L — Гражданская версия с более мощными двигателями, удлиненным фюзеляжем, увеличенным салоном и топливными баками[6].
- AS 332L1 — Удлиненная гражданская версия, с увеличенным фюзеляжем и авиационным салоном.
- AS 332L2 Super Puma Mk 2 — Гражданский вариант, оснащенный новой роторной головкой Spheriflex и электронной системой отображения параметров полета (EFIS)[6].
- AS 332M — Военная версия AS 332L.
- AS 332M1 — Удлиненная военная версия AS 332L.
- NAS 332 — Лицензионная версия производящаяся индонезийской компанией Indonesian Aerospace[англ.].
- VH-34 — Обозначение ВВС Бразилии для двух вертолётов, предназначенных для перевозки высших должностных лиц государства.

## Тактико-технические характеристики

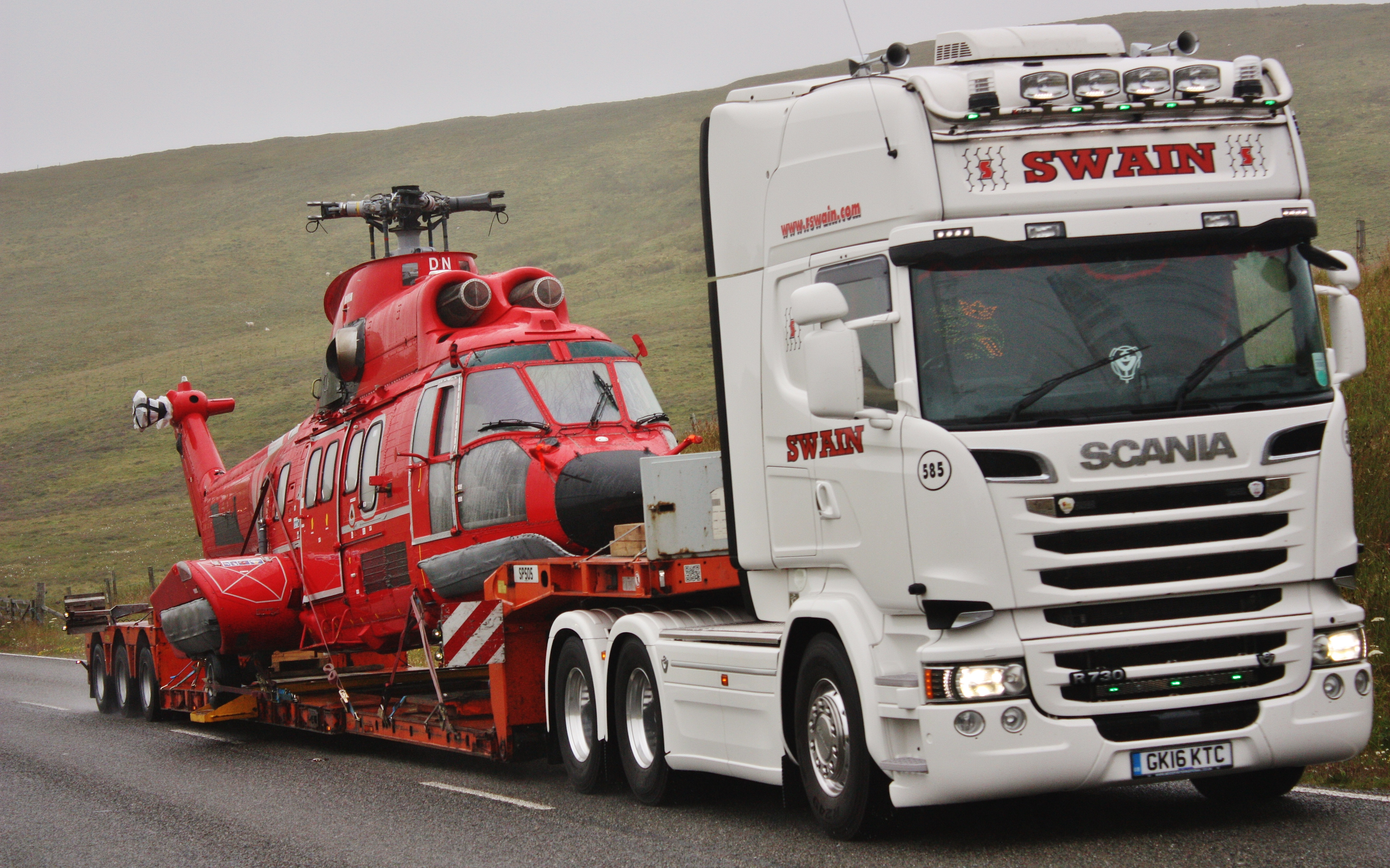
Транспортировка «Супер Пумы» со снятыми несущим и хвостовым винтами

- Источник данных Jane’s[41].

| ТТХ семейства AS 332 «Super Puma»                  |                   |                   |
|                                                    | AS 332L1          | AS 332L2          |
| Технические характеристики                         |                   |                   |
| Экипаж                                             | 2-3               | 2-3               |
| Пассажировместимость                               | 20                | до 24             |
| Длина, м                                           | 18,7              | 19,5              |
| Длина фюзеляжа с хвостовым винтом, м               | 16,29             | 16,79             |
| Диаметр несущего винта, м                          | 15,6              | 16,2              |
| Диаметр рулевого винта, м                          | 3,05              | 3,15              |
| Высота, м                                          | 4,92              | 4,97              |
| Площадь, ометаемая несущим винтом, м²              | 191,13            | 206,12            |
| База шасси, м                                      | 5,25              | 5,25              |
| Колея шасси, м                                     | 3,0               | 3,0               |
| Масса пустого, кг                                  | 4 460             | 4 686             |
| Масса максимальная взлётная, кг                    | 8 600             | 9 300             |
| Масса максимальная взлётная с подвесным грузом, кг | 9 350             | н/д               |
| Двигатель                                          | 2 × ТВД Turbomeca | 2 × ТВД Turbomeca |
| Двигатель                                          | Makila 1A1        | Makila 1A2        |
| Мощность, л.с. (кВт)                               | 2× 1 820 (1 357)  | 2× 1 845 (1 376)  |
| Лётные характеристики                              |                   |                   |
| Максимально допустимая скорость, км/ч              | 278               | 315               |
| Крейсерская скорость, км/ч                         | 261               | 277               |
| Практическая дальность, км                         | 870               | 1 215             |
| Практический потолок, м                            | 4 600             | 5 180             |
| Статический потолок, м                             | 3 250 / 2 300     | 3 120 / 2 250     |
| Скороподъёмность, м/с                              | 8,1               | 7,35              |
| Нагрузка на диск, кг/м²                            | 48,9              | 45,1              |
| Тяговооружённость, Вт/кг                           | 260               | 260               |

## Операторы

### Военные операторы
Приведены некоторые военные операторы вертолёта
- Армейская авиация Аргентины — 3 единицы AS.332B[43].
- ВМС Бразилии и ВВС Бразилии — некоторое количество «Супер Пум».
- ВВС Венсуэлы — 10 единиц AS532[44].
- ВВС Греции — 12 единиц в многоцелевой и поисково-спасательных версиях[44].
- Вооружённые силы Грузии — 2 AS.332L1 Super Puma (получены в 2012 году 2 вертолёта, переданы министерству обороны Грузии)[45].
- Королевские ВВС Иордании — 10 вертолётов AS.332[44].
- ВКС Испании — 10 вертолётов AS.332, обозначаются HD.21[44][46].
- Вооружённые силы Малави — 1 по состоянию на 2018 год[47].
- ВВС Нигерии — 3 вертолёта AS.332[44].
- ВВС Республики Корея — 3 вертолёта AS.332[44].
- AS532M1 Super Puma ВМС Бразилии садится на палубу легкого авианосца «Минас-Жерайс» в октябре 1996 года Военно-морские силы Саудовской Аравии — 20 вертолётов в вариантах B1, M1, F1S1, F1S2.

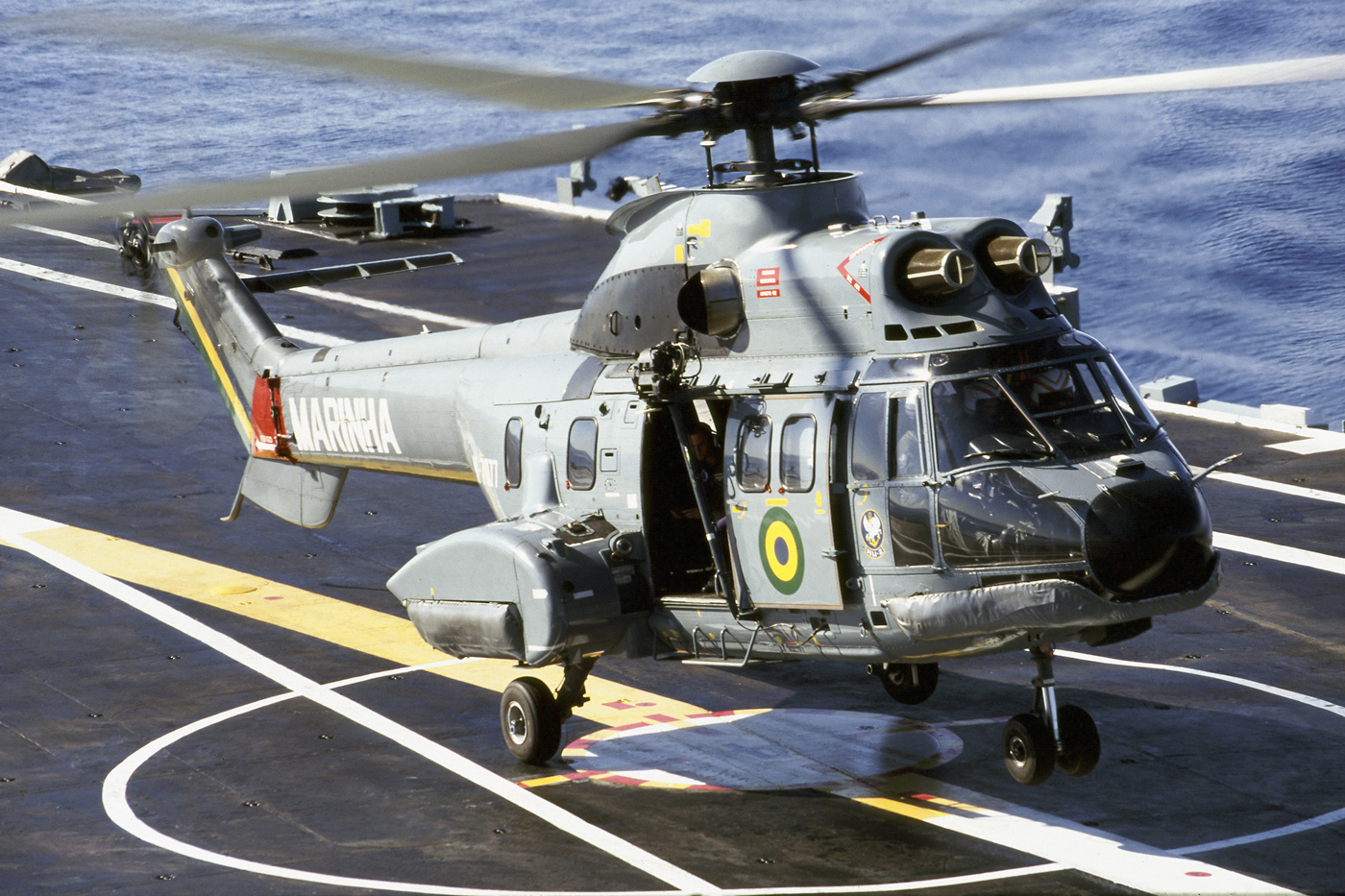
AS532M1 Super Puma ВМС Бразилии садится на палубу легкого авианосца «Минас-Жерайс» в октябре 1996 года

- ВВС Сингапура — 30 вертолётов AS332.
- ГУ ГОиСР МО Туркменистана — 1 вертолёт[48].
- Вооруженные силы Узбекистана — 8 единиц AS332.
- ГСЧС Украины — некоторое количество.
- Пограничная охрана Финляндии — пять единиц, доведенных до стандарта H215 в 2022 году.
- ВКС Франции — 3 вертолёта H215 Super Puma, использующиеся для перевозки высших должностных лиц государства. В дальнейшем запланирована замена на модели Airbus H225[43].
- ВВС Швеции — 12 единиц AS332.
- Береговая охрана Японии — 2 вертолёта AS 332L1[49].

### Гражданские операторы
Приведены некоторые гражданские операторы вертолёта
- Азербайджан — Азербайджанские авиалинии[50]
- Бразилия — Petrobras[35]
- Великобритания — компании Offshore Helicopter Services[англ.], Bristow Helicopters[англ.], CHC Helicopter
- Вьетнам — Vietnam Helicopters[англ.][51]
- Германия — Федеральная полиция Германии[52]
- Греция — Служба пожарной охраны Греции[53]
- Сербия — Вертолётное подразделение полиции Сербии[54]
- США — Департамент шерифа округа Лос-Анджелес[55]

## Происшествия
- 16 июля 1988 года вертолёт «Супер Пума» AS332L компании Helikopter Service AS упал в Северном море из-за сильных вибраций, вызванных потерей металлической полосы с одной из лопастей несущего винта. Все пассажиры и экипаж выжили[56].
- 14 марта 1992 года вертолёт «Супер Пума» с бортовым номером G-TIGH потерял управление и упал Восточно-Шетландском бассейне нефтедобычи Северного моря между Шотландией и Норвегией. Погибли 11 из 17 человек находившихся в то момент на борту[57].

AS.332 Super Puma совершивший аварийную посадку в Северном море 19 января 1995 года

- AS.332 Super Puma совершивший аварийную посадку в Северном море 19 января 1995 года19 января 1995 года пассажирский вертолёт Aérospatiale AS332L Super Puma авиакомпании Bristow Helicopters[англ.] (BHL) выполнял рейс BHU56C из Абердина на нефтяную платформу Brae Alpha в Северном море, все пассажиры (16 человек) были работниками платформы. Через час после взлёта вертолёт попал в грозу и в него ударила молния. Пилоты смогли посадить потерявший управление вертолёт на Северное море. Через 1 час и 15 минут после приводнения все находившиеся на борту вертолёта 18 человек (16 пассажиров и 2 пилота) были спасены подошедшим кораблём[58].
- 18 января 1996 года вертолёт Super Puma AS332 L1 (бортовой номер LN-OBP), принадлежащий компании Helikopter Service AS, затонул в Северном море примерно в 200 км к юго-западу от Эгерсунна. Все пассажиры и экипаж выжили, и спустя 3 дня вертолёт все ещё находился на плаву[56].
- 8 сентября 1997 года вертолёт Super Puma AS332 L1 (бортовой номер LN-OPG), эксплуатируемый компанией Helikopter Service AS, потерпел катастрофу по пути из Брённёйсунна на нефтяное месторождение Норн, в результате чего погибли все 12 человек, находившиеся на борту. Причиной стало разрушение главного редуктора вертолёта[59].
- 11 августа 2000 года вертолёт Super Puma AS332 М1 (бортовой номер 10404/H94) принадлежащий ВВС Швеции врезался в склон горы Каскасапакте на севере Швеции при заходе на посадку при выполнении спасательной операции в горах. се трое членов экипажа погибли. Причина катастрофы не была окончательно определена, но предполагается, что из-за сложных метеорологических условий экипаж ошибочно оценил расстояние до склона горы, что, в свою очередь, и привело к катастрофе воздушного судна[60]. При заходе на посадку на борт спасательного судна внезапно на большой скорости врезался в воду, в результате чего погибли шесть членов экипажа.
- 18 ноября 2003 года принадлежащий ВВС Швеции вертолёт Super Puma AS332M1 упал в море во время ночных учений по недалеко от острова Рёрё к западу от Гетеборга. Задача учений заключалась в том, чтобы провести несколько циклов эвакуационных подъёмов военнослужащих с борта спасательного судна «Марта Коллин». При снижении на судном вертолёт внезапно на большой скорости врезался в воду, в результате чего погибли шесть членов экипажа. Только один член экипажа, пловец-спасатель срочной службы выжил с легкими травмами. Причина катастрофы не была окончательно установлена, но, предположительно, она стала следствием неправильной оценки местоположения вертолёта при полете в сложных метеорологических условиях[61].
- 21 ноября 2006 года нидерландский поисково-спасательный вертолёт Eurocopter AS332 L2 затонул в Северном море. Самолёт был оборудован двумя автоматическими надувными спасательными плотами, но оба не надулись. Впоследствии Совет безопасности Нидерландов внес правки в правила пользования данным типом вертолёта[62].
- 1 апреля 2009 года вертолёт Super Puma AS332L2 компании Bond Offshore Helicopters[англ.] с 16 людьми на борту разбился в Северное море в 21 км от Краймонда на побережье Абердиншира в Шотландии, выживших не было[63]. В первоначальном отчете отдела по расследованию авиационных происшествий Великобритании указано, что катастрофа была вызвана «катастрофическим отказом» планетарной коробки передач главного редуктора несущего винта вертолёта[64].
- 11 ноября 2011 года Super Puma AS332-L (бортовой номер XC-UHP) Президентского воздушного отряда Мексики (General Coordination of the Presidential Air Transport Unit[англ.]) разбился в регионе Амекамека к югу от Мехико. В результате аварии вместе с семью другими членами экипажа и пассажирами погиб министр внутренних дел Мексики Франсиско Блейк Мора[65].
- 21 марта 2013 года во время учений по поддержанию готовности вертолёт Eurocopter EC155[англ.] принадлежащий Федеральной полиции Германии (Bundespolizei) столкнулся с вертолётом Super Puma стоящим на земле при приземлении в условиях полной темноты рядом с Олимпийским стадионом в Берлине. Оба вертолёта были уничтожены, один из пилотов погиб, ранения получили несколько прохожих. Причиной стало явление называемое белая мгла (погодное явление, которое приводит к дезориентации и плохой видимости из-за снега, пасмурной облачности и тумана), вызванная снегом, поднятым нисходящим потоком вертолёта[66].
- 22 августа 2013 года вертолёт Super Puma Aérospatiale AS332 L2 (с регистрационным номером G-WNSB) возвращаясь с месторождения в Северном море, возможно в результате отказа двигателя рухнул в море в трёх километрах западнее аэропорта Самборо. Четыре пассажира погибли, остальные двенадцать пассажиров и два члена экипажа доставлены в госпиталь «Gilbert Bain Hospital»[67].
- 28 сентября 2016 года вертолёт «Супер Пума» ВВС Швейцарии врезался в опору электропередач в районе перевала Сен-Готард, Швейцария после высадки французского и швейцарского персонала, принимавшего участие в международной инспекционной миссии. Оба пилота погибли, бортовой техник получил серьёзные травмы, но выжил. Вертолёт полностью разрушился. После длительного расследования было установлено, что пилоты не виновны[68].